# 晚春
《晚春》是日本導演小津安二郎所執導的電影，也是他導演生涯的代表作之一，於1949年上映。台灣上映時片名則譯為《處女心》。

## 劇情
居住在鎌倉的大學教授曾宮周吉（笠智眾飾）早年喪偶，他與女兒紀子（原節子飾）相依為命。紀子從小擔負起家庭的重擔，悉心照顧父親的生活起居。轉眼間，紀子已二十七歲，依舊待字閨中。紀子的姑姑（杉村春子飾）和朋友（月丘夢路飾）都很關心她的婚事，然而她卻因為對父親的依戀，不願談婚論嫁。不久姑姑為周吉介紹一名獨身女子三輪秋子（三宅邦子飾），周吉欣然同意。得知此事的紀子心中感到無限的悵然……。

## 評價
本片為當年日本《電影旬報》評選十佳電影第一名。

## 外部連結
- . Japanese Movie Database.   [2007-07-13]. （原始内容存档于2020-10-20）.
- Criterion Collection essay by Michael Atkinson （页面存档备份，存于）
- 互联网电影数据库（IMDb）上《Late Spring》的资料（英文）